# 牛津大学贝利奥尔学院
牛津大学贝利奥尔学院（英語：Balliol College, Oxford，/ˈbeɪliəl/）是牛津大学最著名、最古老的学院之一，以活跃的政治氛围著称，曾经培养出了多位英国首相和其他英国政界的重要人物。此外该学院也是招收最多外国学生的牛津学院。贝利奥尔学院早期一直是比较不引人注目的学院，直到19世纪中期本杰明·乔维特（Benjamin Jowett）出任院长后才逐渐将学院发展成为牛津最重要的学院之一。英国前首相H·H·阿斯奎斯曾形容贝利奥尔的学生“平静地流露出一种自然的优越感”。

## 历史
贝利奥尔学院的创办人约翰·贝利奥尔是亨利三世时期的贵族，后娶了一位苏格兰公主为妻，而他的儿子也曾是苏格兰国王。他在杜伦主教（Bishop of Durham）的协助下，于大约1263年决定捐款创建一所高等学府，它是牛津最早创立的几所学院之一。1269年贝利奥尔去世，他的遗孀决定继续资助学院，使得贝利奥尔学院能够生存下来，并在1282年起草了学院的院规，直到今天依然通用。
学院最早只有16名学生，除了免费上课外，还能获得每周8便士的资助费。虽然在创建的前250多年中学院的规模一直都很小，却也培养了不少优秀的学生，其中最著名的是《圣经》英文版的翻译者约翰·威克利夫。到了16世纪亨利八世在位期间，贝利奥尔学院一直有着很强大的天主教势力，曾经试图抵制亨利八世的宗教改革。天主教的影响力直到伊丽莎白一世时期依然存在。
在度过了伊丽莎白时期短暂的繁荣之后，英国内战的爆发使得学生数目和学校收入的减少；1642年学院又被迫借给国王所有的现金（220英镑）和所有的白银（约合334英镑），但国王从未向学院归还过这笔款项（学院至今还保留着国王的借据）。1666年的伦敦大火又烧毁了学校在伦敦的地产，使学校的财政状况雪上加霜。财政的窘境直到18世纪初才有所好转。
1870年本傑明·喬維特出任院长后，将贝利奥尔学院带上了发展的颠峰，学院一改以往严厉的教学风格，鼓励学生与教师间发展更紧密友好的关系，教授们也被鼓励参与讨论如何进行学院改革。这时期的贝利奥尔学院也开始在牛津以浓厚的政治氛围著称，大英帝国的多位政治人物都来自于贝利奥尔学院（例如曾有连续三任印度总督都是贝利奥尔学院的毕业生）。

## 著名校友

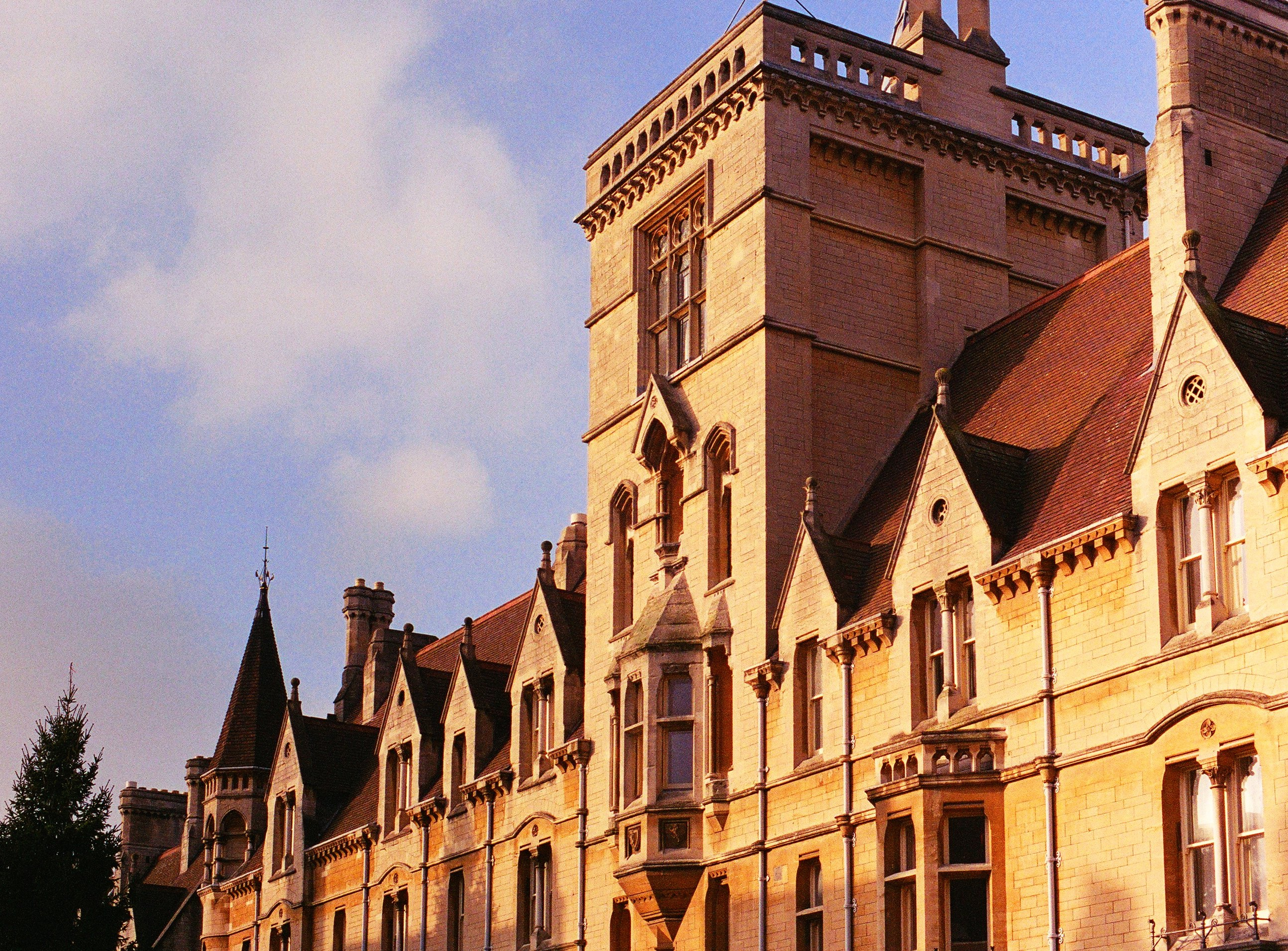
學院正面

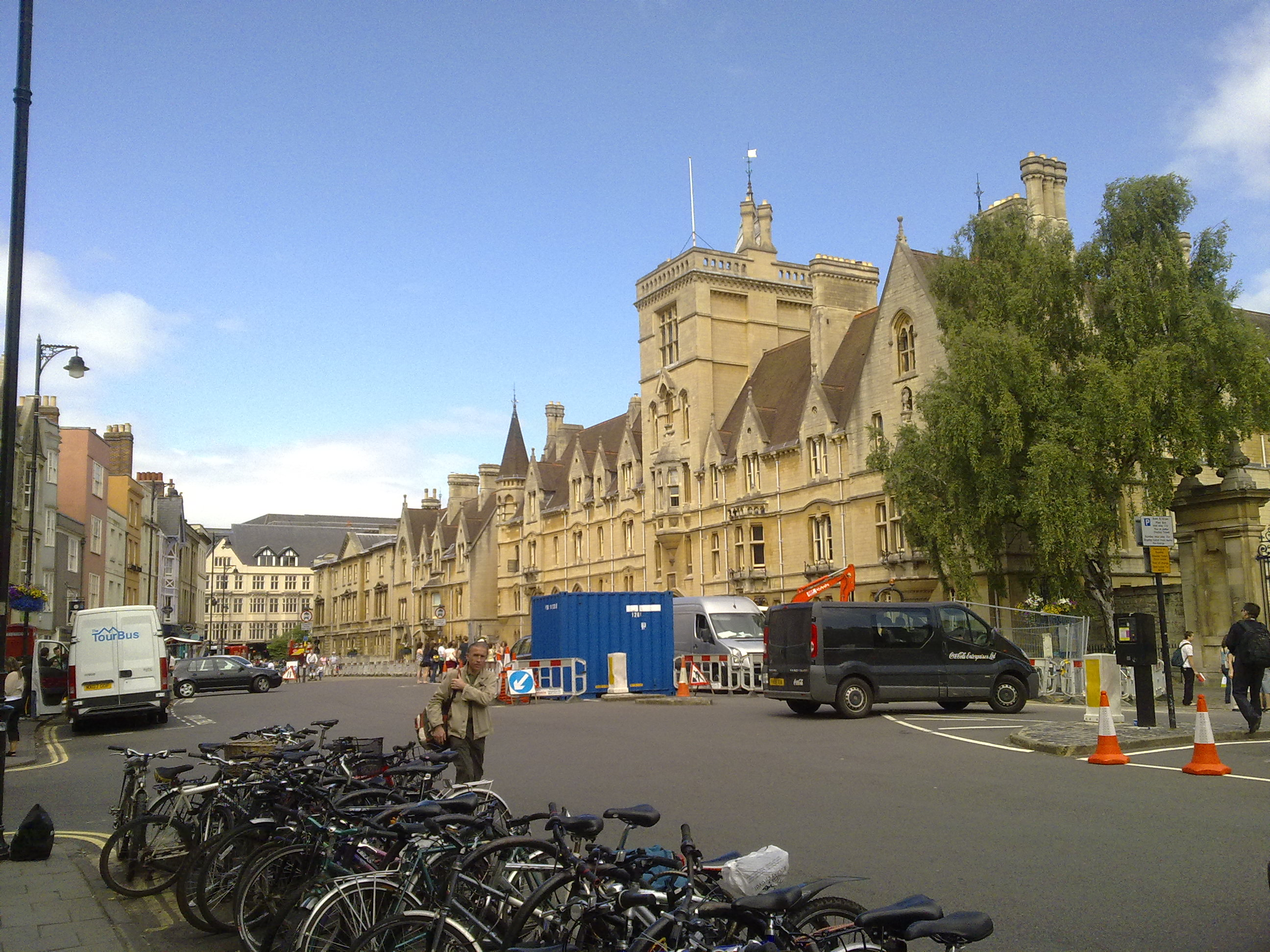
學院前街道

牛津大学贝利奥尔学院的校友遍及社會各個領域等，其中包括多位英國文學家、思想家、諾貝爾獎得主、英國和外國的政界要人。
其諾貝爾獎得主包括：欣謝爾伍德爵士（化學，1956）、約翰·希克斯爵士（經濟學，1972）、布隆伯格（生理學/醫學，1976）、安東尼·萊格特（物理學，2003）、奧利弗·史密斯（生理學/醫學，2007）。此外挪威國王奧拉夫五世、哈拉德五世父子、德國聯邦總統里夏德·馮·魏茨澤克、英国首相H·H·阿斯奎斯、哈罗德·麦克米伦、愛德華·希思、鮑里斯·強森 等都是該學院的校友。
文學界校友則有奥尔德斯·赫胥黎、羅伯特·騷塞和克里斯多福·希欽斯，經濟學家有威廉‧卑弗列治和亚当·斯密，歷史學家有阿诺尔德·约瑟·汤因比和他的叔父、经济学家阿诺尔德·汤因比，數學家怀特海，生物学家及科普作家理查德·道金斯，神学家、《圣经》的翻译者约翰·威克利夫也是該學院的校友。